# Urban Caspar von Feilitzsch

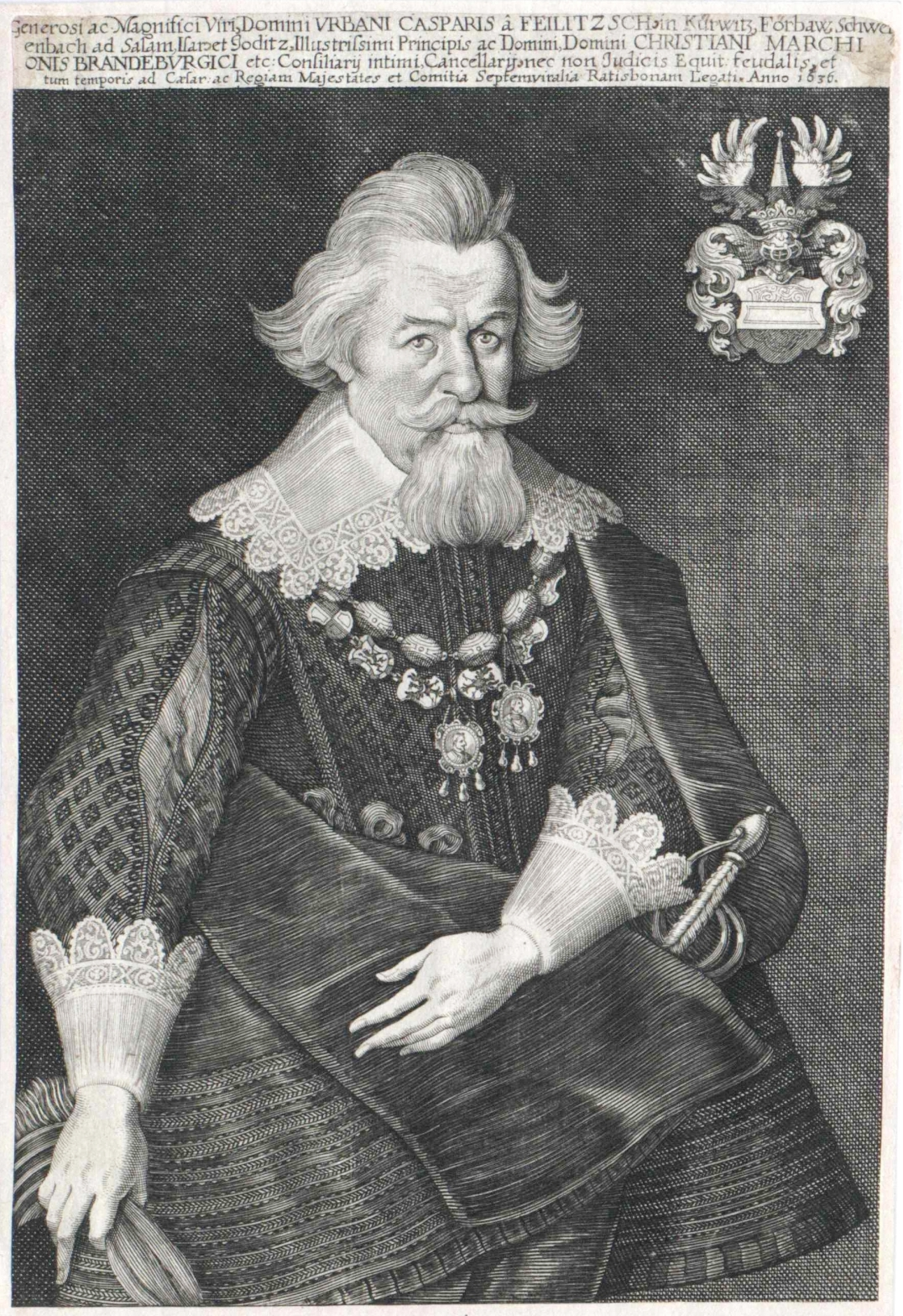
Urban Caspar von Feilitzsch (1586–1649)

Urban Caspar Freiherr von Feilitzsch (* 2. Mai 1586 in Kürbitz im Vogtlandkreis; † 17. September 1649 ebenda) war ein deutscher Jurist und Markgräflich brandenburgischer Gesandter bei den Verhandlungen in Münster und Osnabrück, die 1648 zum Westfälischen Frieden geführt haben.

## Leben
Urban von Feilitzsch entstammte dem fränkischen Uradelsgeschlecht Feilitzsch und war ein Sohn des Rudolf Levin von Feilitzsch und dessen Ehefrau Maria von Zedwitz. Er war Herr auf Kürbitz,
Rittergut Förbau, Schwarzenbach an der Saale, Isar und Joditz.

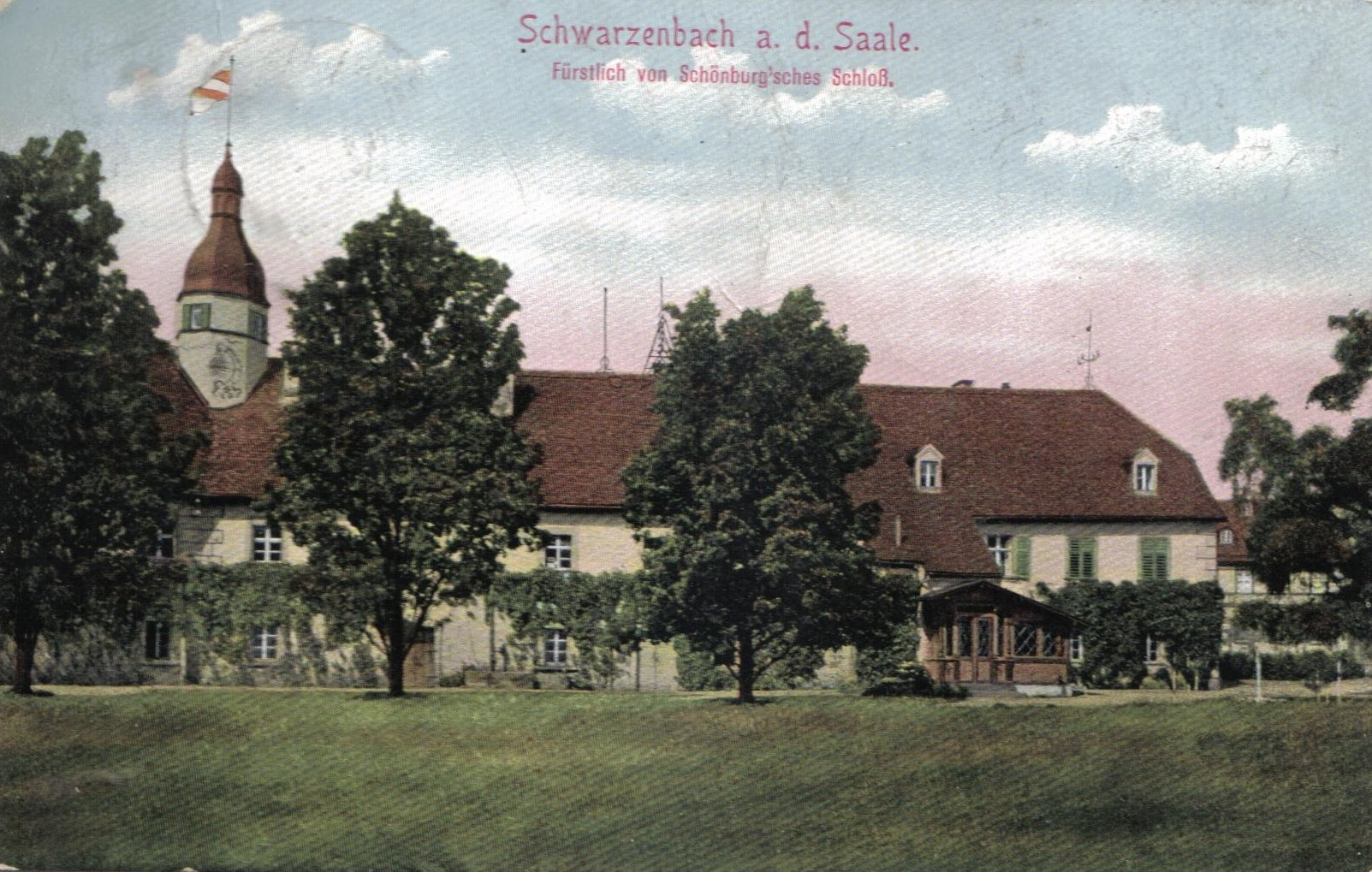
Schloss Schwarzenbach, 1623 durch Urban Caspar von Feilitzsch erworben

Nach dem Abitur am Zwickauer Gymnasium studierte er Rechtswissenschaften an der Friedrich-Schiller-Universität Jena und der Universität Leipzig und unternahm im Anschluss daran Studienreisen durch Europa.
1614 wurde er Markgräflich brandenburgischer Hofrat und
Lehnrichter in Bayreuth und nach dem Tod des Kanzlers von Varell Kanzlei-Direktor und Geheimer Rat.

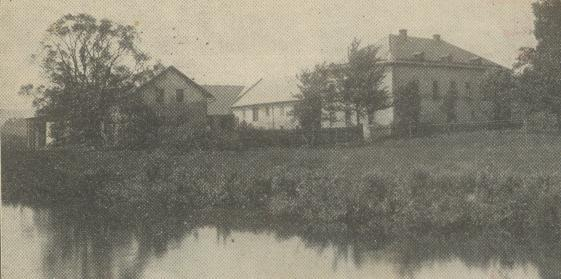
Rittergut Förbau, 1620 durch Urban Caspar von Feilitzsch erworben

 Er wurde dort Kanzler des Markgrafen Christian von Brandenburg, der ihn am 26. September 1620 mit dem Rittergut Förbau belehnte. Der Landesherr hatte sich mit Schweden verbündet und wurde deshalb von Kaiser Ferdinand II. abgesetzt; dennoch regierte er weiter. Als Kanzler war von Feilitzsch mehrfach Gesandter. So kam er 1630 zum Kurfürstentag nach Regensburg und 1640 zum Reichstag zu Regensburg, wo er auch für das Herzogtum Pommern ein Stimmrecht im Fürstenrat hatte.
Zu den Verhandlungen in Münster und Osnabrück, die 1648 zum Westfälischen Frieden geführt haben, erhielt er ebenso ein Mandat.
Für Kulmbach unterschrieb Matthaeus von Wesenbeck die Urkunde.
Auf dem Nürnberger Exekutionstag wurde Kulmbach nach Feilitzsch's Tod durch Johann Georg Hofer von Lobenstein vertreten.

## Sonstiges
In den Jahren von 1624 bis 1626 ließ er in seinem Heimatort die Salvatorkirche erbauen.
In dieser Kirche fand er seine letzte Ruhestätte.